# Tortúra (regény)
A Tortúra (Misery) Stephen King amerikai  író 1987-ben megjelent pszichológiai horror thriller regénye. Magyarul először az Európa Könyvkiadónál jelent meg a regény, Szántó Judit fordításában 1990-ben.  

## Cselekmény
A sikeres író, Paul Sheldon a Sziklás-hegységben télvíz idején autóbalesetet szenved, miután éppen befejezte legújabb regényét. Legnagyobb szerencséjére – legalábbis kezdetben így hiszi – Annie Wilkes talál rá és menti meg az életét, aki nem csak képzett ápolónő, de Sheldon első számú rajongójának mondja magát.
Az író azonban hamarosan rádöbben, hogy kivel is van dolga: egy mindenre elszánt, a világtól elzárva élő, labilis idegállapotú nőszeméllyel, aki új regényt akar kicsikarni bálványából, amely csak az övé lesz. És eközben a jelek szerint semmilyen eszköztől nem riad vissza.

## Érdekességek
King és kiadója eredetileg azt tervezte, hogy Richard Bachman néven jelenteti meg ezt a regényét is, ám miután Stephen Brown könyvkereskedő fényt derített az addig féltve őrzött titokra, a könyv végül Stephen King saját neve alatt került a boltokba. Egy londonba tartó repülőjáraton álmodta meg a regény szereplőit és cselekményét. Nagy hatással voltak rá rajongóitól kapott levelei, amiben A sárkány szeme (regény)-ét bírálták mert inkább fantasy volt és nem hasonlított előző írásaira.    

## Adaptációk
- 1990-ben filmet készítettek belőle. James Caan és Kathy Bates, Paul Sheldont és Annie Wilkest alakítják, a mellékszerepekben pedig Lauren Bacall, Richard Farnsworth és Frances Sternhagen. Kathy Bates 1991-ben elnyerte a legjobb női alakításért járó Oscar-díjat.
- Színházi darab

## Magyarul
- Tortúra. Regény; ford. Szántó Judit; Árkádia, Budapest, 1990